# Audio Stream Input/Output
Audio Stream Input/Output (ASIO) es un protocolo de ordenador para audio digital de Steinberg, que provee una baja latencia y una interfaz de alta fidelidad entre el software y la tarjeta de sonido. Mientras que el DirectSound de Microsoft es usado normalmente como intermediario para el audio por usuarios no profesionales, ASIO permite a los músicos y técnicos de sonido acceder el hardware externo directamente.
ASIO se salta la ruta normal del audio (que requiere que el audio pase por varias capas de software de Windows) para que las aplicaciones puedan conectarse directamente a la tarjeta de sonido. Esto permite que las aplicaciones puedan proveer audio con una latencia mucho menor, y ofrece un método relativamente simple de acceso a varias entradas y salidas independientes.
Al contrario que KMixer, una salida ASIO no mezclada está intacta, lo que quiere decir que los bits enviados a la tarjeta de sonido son idénticos a aquellos del archivo WAV original, teniendo así una fidelidad de audio mayor.
La interfaz normalmente es usada solo en Microsoft Windows, ya que otros sistemas operativos, como Mac OS X de Apple o Linux, no tienen problemas de latencia de audio. En Windows Vista, KMixer ha sido eliminado y reemplazado por un nuevo puerto controlador WaveRT.